# Rhachotropis cervus
Rhachotropis cervus is een vlokreeftensoort uit de familie van de Eusiridae. De wetenschappelijke naam van de soort is voor het eerst geldig gepubliceerd in 1957 door J.L. Barnard.